# ارشيفات سيغموند فرويد
أرشيفات سيغموند فرويد تحتوي بشكل أساسي على مجموعة من الوثائق الموجودة في كلاً من مكتبة الكونغرس الأمريكية  والمقر السابق لسيغموند فرويد خلال العام الأخير من حياته في 20 ماريسفيلد شمال غرب لندن. 

## تاريخ
بعد الحرب العالمية الثانية، قرر الدكتور كورت آر إيسلر (1909-1999) ومجموعة صغيرة من المحللين النفسيين الذين عرفوا سيغموند فرويد شخصيًا، بما في ذلك هاينز هارتمان وإرنست كريس وبيرترام لوين وهيرمان نونبيرج، الاحتفاظ بجميع رسائل وأوراق فرويد في أرشيف واحد. كتب الدكتور إيسلر أن مكتبة الكونجرس قد وافقت في وثيقة قانونية على قبول جميع الوثائق التي جمعوها في ذلك الأرشيف كتبرع، بالإضافة إلى تمكين العلماء من الإطلاع عليها.بحلول الثمانينيات جمع الدكتور إيسلر بمساعدة آنا فرويد، آلاف الأشرطة والرسائل والأوراق لهذا الأرشيف. (أُقيم معرض لأجزاء من الأرشيف في مكتبة الكونغرس العام الماضي، وسيُقام معرض آخر في المتحف اليهودي هذا العام.) 
أسس الدكتور إيسلر الأرشيف في عام 1951، وتولى إدارته لعدة عقود من الزمن، كما منع الدكتور إيسلر العديد من العلماء ذوي النوايا الحسنة من رؤية وثائق فرويد التي تدعي السرية، مع العلم ان المتبرعون لم يطالبوا بهذه السرية، ولم يكن مخولاً لأي شخص الإطلاع على تلك الوثائق. في عام 1974 قابل الدكتور إيسلر البالغ من العمر 65 عامًا الدكتور جيفري موساييف ماسون (مواليد 1941)، الذي يعتبر باحث ومحلل نفسي سنسكريتي يبلغ من العمر 33 عامًا، في اجتماع لجمعية التحليل النفسي الأمريكية. أبدى إيسلر إعجابه بماسون، مما دفعه لتعيينه سكرتيرًا له، وكان يقصد من خلال تعيينه أن يكون خليفته في الأرشيف، نظرًا لكونه ضابطًا في أرشيفات سيغموند فرويد، كان لدى ماسون «وصول إداري» إلى جميع المستندات الموجودة في الأرشيف، فقد سُمح له برؤية أي شيء يريده وكسر الختم عند الضرورة. 
في عام 1981، قدم الدكتور ماسون الذي كان آنذاك يشغل منصب مدير مشاريع الأرشيف، ورقة إلى جمعية التحليل النفسي بغرب نيو إنجلاند في نيو هافن كونيتيكت. قال الدكتور ماسون إن فرويد قد تخلى عن نظرية الإغواء (فكرة أن عصاب البالغين ناجم عن الاعتداء الجنسي على الأطفال) لأسباب شخصية وليست علمية. من خلال إسقاط نظرية الإغواء، استنتج الدكتور ماسون أن «فرويد اتجه بعيداً عن العالم الحقيقي، يبدو لي أنه توقف تمامًا في عقم التحليل النفسي، في جميع أنحاء العالم حاليًا.» أُصيب الدكتور إيسلر بصدمة شديدة («اتصل بي مسعود خان اليوم من لندن وطلب مني طردك من الأرشيف، أعضاء مجلس الإدارة جميعهم أو معظمهم على الأقل، يطالبون بنفس الشيء.»)  وسعى إيسلر أيضاً إلى إقالة الدكتور ماسون من وظيفته في الأرشيف، مما أدى إلى إجراء قانوني ثنائي وفضيحة حظيت بتغطية إعلامية جيدة. 
تم فصل الدكتور ماسون لاحقًا من منصبه كمدير مشاريع أرشيفات سيغموند فرويد بعد تصويت تم من قبل مجلس إدارة أرشيف سيغموند فرويد المكون من 13 عضوًا (وهي مؤسسة غير ربحية تتحكم في الأوراق العامة والخاصة الضخمة الخاصة بسيغموند فرويد.) يقضي بعدم تجديد عقد الدكتور ماسون كمدير مشاريع للسنة الثانية ابتداء من يناير.
المدير الحالي لأرشيفات سيغموند فرويد هو الدكتور هارولد بي بلوم، وهو محلل نفسي وباحث معروف.
تم تعيين الدكتور هارولد بي بلوم مديراً تنفيذياً لأرشيفات سيغموند فرويد خلفاً للدكتور ماسون والدكتور إيسلر. الضبّاط الحاليون الآخرون لأرشيف سيغموند فرويد هم: د. الكسندر جرينشتاين، الرئيس؛ برنارد ل. باسيلا، أمين الصندوق؛ وسيدني اس فورست. 

## المؤلفات
- جانيت مالكولم: في أرشيف فرويد ، نيويورك، كنوبف، 1984،(ردمك 0-394-53869-2) . طبعة غلاف عادي، نيويورك، كتب عتيقة، 1985،(ردمك 0-394-72922-6) . الطبعة البريطانية، لندن، بابيرماك، 1997،(ردمك 0-333-64471-9) . طبعة جديدة، مع خاتمة للمؤلف، نيويورك، نيويورك ريفيو بوكس، 2002،(ردمك 1-59017-027-X) .
- جيفري موساييف ماسون: الاعتداء على الحقيقة: قمع فرويد لنظرية الإغواء . نيويورك، فارار، ستراوس وجيرو، 1984،(ردمك 0-374-10642-8) .
- سارة بوكسر: كورت إيسلر، 90، مدير أرشيف سيغموند فرويد. اوقات نيويورك ، نعي 20 فبراير 1999.
- جيفري موساييف ماسون: التحليل النهائي: صنع وإلغاء صنع محلل نفسي. ريدينغ، ماساتشوستس، أديسون ويسلي، 1990،(ردمك 0-201-52368-X) . طبعة غلاف عادي، نيويورك، Ballantine Books ، 2003،(ردمك 0-345-45278-X) ، رقم GTIN 9780345452788.